# Etheostoma bellator
Etheostoma bellator är en fiskart som beskrevs av Royal D. Suttkus och Bailey, 1993. Etheostoma bellator ingår i släktet Etheostoma och familjen abborrfiskar. Inga underarter finns listade i Catalogue of Life.